# فرانز جورج فيليب
فرانز جورج فيليب (بالألمانية: Franz Georg Philipp Buchenau)‏ (و. 1831 – 1906 م) هو عالم نبات من ألمانيا . ولد في كاسل .
وهو عضو في الأكاديمية الألمانية للعلوم ليوبولدينا .
توفي في بريمن .

## التعليم
تعلم في جامعة ماربورغ، وجامعة غوتنغن